# Doryctes striatellus
Doryctes striatellus är en stekelart som först beskrevs av Christian Gottfried Daniel Nees von Esenbeck 1834.  Doryctes striatellus ingår i släktet Doryctes och familjen bracksteklar. Arten är reproducerande i Sverige.

## Underarter
Arten delas in i följande underarter:
- D. s. notatus
- D. s. ambigua